# Gerard van den Daele
Gerard van den Daele of de Valle (14? - 1 mei 1501) was een Zuid-Nederlands edelman en politicus. 

## Levensloop
Hij was ridder, kamerling van Filips van Oostenrijk, burgemeester (in 1487 en in 1492) en schepen van Mechelen. Hij was eveneens schepen (in 1491-1492) en ontvanger van de Spijker (in 1495) van Geraardsbergen .
In 1477 werd hij heer van de heerlijkheid Orp-le-Petit (Adorp of Auendorp).
Door keizer Frederik III werd hij in 1488 tot ridder geslagen. Hij was op dat moment (1488-1489) de deken van de lakenkopers van Mechelen.
Van den Daele was de zoon van Pieter I van den Dale, schepen van Mechelen (in 1461 en 1465) en burgemeester van Mechelen (in 1463) en burgemeester (in 1474-1476) van Geraardsbergen en achterkleinzoon van Jan I van den Dale. Zijn oom Jan II van den Dale was tijdens het Beleg van Calais (1436) aanvoerder van vijfhonderd ruiters uit Mechelen.
Hij ligt begraven in de Sint-Romboutskathedraal te Mechelen.
Zijn grafmonument draagt acht wapenschilden: Van den Daele, Van Hoofstaede, Sbunden, Leck, Kets, Bausel, Schoof en Schoonjans.

## Gezin
Uit zijn eerste huwelijk met Adrienne Milot had hij een zoon: Jan III van den Dale, broodmeester van Keizer Karel V, burgemeester (in 1528, 1531, 1535 en 1540) en schepen (in 1514-1516 en 1529) van Geraardsbergen. 
Uit zijn tweede huwelijk met Katerina van den Broeck had hij zes kinderen : Anne; Engelbert, ridder, heer van de baronie van Leefdael, van het cijnshof van Wildert en van Coolhem, lid van de Grote Raad van Mechelen en  kanselier van het hertogdom Brabant (vanaf 1540); Jan IV van den Dale, ridder, burgemeester (1528) en schout van Mechelen (vanaf 1529); Olivier, gerechtsdeurwaarder van de Grote Raad van Mechelen; Pieter II; en Catherine, tweede echtgenote van Jan V de Baenst. Verder had hij samen met Lucie van Heyembeke een zoon Roeland en met Elisabeth van den Berghe een dochter Elisabeth.